# Poromitra cristiceps
Poromitra cristiceps är en fiskart som först beskrevs av Gilbert, 1890.  Poromitra cristiceps ingår i släktet Poromitra och familjen Melamphaidae. Inga underarter finns listade i Catalogue of Life.